# Garry Monahan
Garry Michael Monahan, född 20 oktober 1946 i Barrie, är en kanadensisk före detta professionell ishockeyspelare som spelade 12 säsonger i NHL. Monahan valdes som totaletta i den första NHL Entry Draft någonsin 1963 av Montreal Canadiens.